# Viên trân châu (tiểu thuyết)

Lời tựa của lần xuất bản đầu tiên.

Viên trân châu là một trong những tiểu thuyết nổi tiếng của John Steinbeck. Vì bài học có giá trị nhân văn của nó, nó đã được dùng để giảng dạy trong trường trung học cơ sở ở một số nơi trong Hoa Kỳ.

## Cốt truyện
Câu chuyện xảy ra ở thế kỷ 20. Nhân vật chính là một ngư dân lặn nghèo, Kino, với người vợ của mình là Juana sống trong một ngôi làng ở La Paz, México. Giống như bố và ông nội anh, anh tiếp tục công việc tìm các viên trân châu từ Vịnh California là điều thiết yếu mang lại sự thịnh vượng cho người Tây Ban Nha lúc đó đang thống trị México. Những viên trân châu chỉ có thể cung cấp cho Kino và gia đình anh một cuộc sống đủ sống qua ngày. Một ngày nọ, đứa con trai anh, Coyotito, bị bọ cạp cắn và bị nhiễm độc. Gia đình Kino đến gặp bác sĩ để cầu cứu nhưng tên bác sĩ vì tham lam đã không chịu cứu Coyotito nếu không có nhiều tiền. Thất vọng tràn trề vì không giúp được con mình khỏi đau đớn. Sáng hôm sau, tình cờ Kino tìm thấy một viên trân châu trong khi anh đang lặn. Viên trân châu đó là viên trân châu hoàn mỹ nhất từ trước tới giờ, nó to bằng trứng của mòng biển, được mô tả là "hoàn mỹ như mặt trăng". Kino gọi nó là "viên trân châu của thế giới". Anh không biết rằng anh đang nắm giữ một thứ có quyền lực của quỷ dữ vì giá trị to lớn của nó. Khi biết tin Kino có viên trân châu quý hiếm, tên bác sĩ liền lập tức đến chữa trị cho Coyotito với mục đích ăn cắp viên trân châu nhưng Kino đã giấu nó. Trước hôm Kino đem đi bán viên trân châu, anh đã bị những kẻ muốn cướp nó tấn công. Khi Kino đem đi bán và anh đã phát hiện ra những kẻ buôn định lừa anh bán nó với giá rẻ. Vì thế, anh quyết định đi đến thủ đô để bán nó. Vợ anh, Juana, đã thấy được sự nguy hiểm của viên trân châu và cầu xin anh quăng nó đi nhưng anh kiên quyết giữ để bán nó vì không muốn sống trong cảnh cơ cực nữa. Tối hôm đó, anh đã vô tình giết kẻ muốn ăn cắp viên trân châu nên họ phải bỏ trốn khỏi làng La Paz và họ phát hiện tài sản quý giá nhất mà Kino có là chiếc ca nô từ thời ông nội anh đã bị đập nát. Đang trên đường đi tới thủ đô thì anh phát hiện có ba kẻ sát thủ đang săn lùng anh và gia đình anh. Vì không muốn liên lụy gia đình mình anh kêu vợ mình bỏ đi để mình anh ở lại chiến đấu nhưng vợ anh kiên quyết không bỏ chồng mà trốn một mình. Một đêm kia, anh và gia đình nghỉ ngơi tại một hang đá trên núi. Anh phát hiện ra bọn sát thủ đang ở dưới núi nghỉ ngơi. Anh quyết định đột nhập xuống dưới để giết tụi sát thủ. Khi anh đang chuẩn bị ra tay thì bỗng nhiên một tiếng khóc của Coyotito làm thức tỉnh bọn sát thủ. Một tên trong bọn nó đã nã súng vào hang đá đen như mực nhưng hắn đã may mắn bắt trúng Coyotito. Kino điên cuồng như một cỗ máy giết người, anh đã giết hết tụi nó trước khi anh phát hiện ra con mình đã bị bắn chết.
Sau đó, họ trở về làng với nỗi đau đớn. Viên trân châu đã thay đổi qua tác phẩm từ niềm hy vọng trở thành tham lam, cái chết, lừa dối. Trước khi ném viên trân châu đi anh nhìn trên bề mặt của nó, anh thấy nó thật xấu xí. Hình ảnh anh giết người đàn ông và Coyotito bị bắn bể đầu hiện ra. Ông dùng hết sức mình quăng viên trân châu thật manh ra khỏi ngoài biển khơi. Nó đậu lên cát và trôi dần rồi biến mất ra biển.

## Bài học
Viên trân châu có một bài học đạo đức cao bao gồm một cuộc sống của một người nông dân bình thường đã có một chút lòng tham đã đem lại điều đau khổ, thậm chí còn nghèo khổ và mất mát nhiều hơn trước khi anh có viên trân châu. Cuốn tiểu thuyết đã cho chúng ta cái nhìn qua nhân vật thầy tu, đã tham gia vô sự đàn áp dân chúng. Cuốn truyện con nhắn cho chúng ta về sự ác bức và sự phân biệt chủng tộc qua đời sống của một thường dân.
Viên trân châu, chỉ là một thứ nằm trong lòng bàn tay đã có thể mang tới cái chết và hủy diệt của một gia đình hiền hòa được mọi người yêu mến. Kino chỉ nhìn thấy một tương lai giàu có mà viên trân châu sẽ mang lại, tuy nó mang lại sự thịnh vượng có hạn nhưng nhiều người tin rằng nó có năng lực tột cùng.

## Các phương tiện truyền thông liên quan
- Bộ phim năm 1946, La perla, lấy bối cảnh ở New Mexico và gần sống như câu truyện của Steinbeck, được chuyển thể bởi Emilio Fernández, John Steinbeck và Jack Wagner từ cuốn tiểu thuyết và một số ngôi sao điện ảnh Pedro Armendáriz và María Elena Marqués. Nhà đạo diễn Fernández.
- Bộ phim năm 2001, The Pearl, (Đóng phim trong La Paz, Baja California Sur, Mexico) kịch bản phim bởi nhà đạo diễn Alfredo Zacarias lấy bối cảnh trong truyện viên trân châu của John Steinbeck. Bao gồm những ngôi sao Lukas Haas và Tere López-Tarín, với Richard Harris cũng như Dr. Karl.[2]
- Một cặp nhạc sĩ Fleming và John đã thu âm một bài hát với tựa đề "Viên Trân Châu" dựa trên cuốn sách của nó. Nó xuất hiện lần đầu tiên năm 1999 trong cuốn album The Way We Are.

## Liên kết thêm
- About.com Book Review Lưu trữ ngày 8 tháng 7 năm 2007 tại Wayback Machine
- Photos of the first edition of The Pearl
- The Pearl study guide and teaching guide Lưu trữ ngày 19 tháng 6 năm 2009 tại Wayback Machine - phân tích, đề tài, câu văn, đa phiên tiện cho học sinh và giáo viên.